# Cophocerotis cinerea
Cophocerotis cinerea là một loài bướm đêm trong họ Geometridae.